# Ilhéus do Norte
Os ilhéus do Norte são um grupo de três ilhéus nas Ilhas Selvagens, Região Autónoma da Madeira, Portugal.